# Клео (співачка)
Клео (пол. Cleo), справжнє ім'я Йоанна Кристина Клепко (пол. Joanna Krystyna Klepko; нар. 25 червня 1983 року, Щецин, Польща) — польська співачка. Разом з Донатаном представляла Польщу на пісенному конкурсі Євробачення 2014 у Копенгагені, Данія, з піснею «My Słowianie». У фіналі співачка посіла 14-те місце.